# Muriel Ostriche
Muriel Ostriche, all'anagrafe Muriel Henrietta Ostriche, (New York, 24 maggio 1896 – St. Petersburg, 3 maggio 1989), è stata un'attrice statunitense attiva all'epoca del muto.

## Biografia
Nata a New York, Muriel Ostriche esordì sullo schermo nel 1912 a sedici anni in un cortometraggio della Biograph, un western dove fu diretta da D.W. Griffith. Sempre con Griffith, girò un secondo film, A Blot on the 'Scutcheon passando poi a lavorare per l'Eclair American, dove le furono affidati ruoli più rilevanti.
Lavorò quindi per la Kalem Company. Fu messa sotto contratto dalla Thanhouser Company per cui, dal 1914 al 1915, interpretò numerose pellicole, diretta da Frederick Sullivan, Eugene Moore, Carl Gregory, Arthur Ellery e Carroll Fleming.
Nel 1920, fondò una casa di produzione, la Muriel Ostriche Productions, che produsse una serie di quattro film di cui lei fu protagonista. 
Nella sua carriera, durata dal 1912 al 1921, l'anno in cui si ritirò, girò 139 film. Il suo ultimo film fu The Shadow, prodotto dalla piccola Salient Films.
Muriel Ostriche morì in Florida il 3 maggio 1989 a St. Petersburg, pochi giorni prima di compiere novantatré anni.

## Riconoscimenti
- Young Hollywood Hall of Fame (1908-1919)

## Filmografia
La filmografia è completa. Quando manca il nome del regista, questo non viene riportato nei titoli
- A Tale of the Wilderness, regia di D.W. Griffith (1912)
- A Blot on the 'Scutcheon, regia di D.W. Griffith (1912)
- The Letter with the Black Seals, regia di Étienne Arnaud - cortometraggio (1912)
- The White Aprons, regia di Étienne Arnaud (1912)
- Oh, You Ragtime!, regia di Étienne Arnaud (1912)
- The Legend of Sleepy Hollow, regia di Étienne Arnaud - cortometraggio (1912)
- The Easter Bonnet (1912)
- Revenge of the Silk Masks, regia di Étienne Arnaud (1912) - cortometraggio
- The Raven (1912)
- Saved from the Titanic, regia di Étienne Arnaud (1912)
- Feathertop (1912)
- The Holy City, regia di Étienne Arnaud (1912) - cortometraggio
- A Double Misunderstanding - cortometraggio (1912)
- That Loving Man - cortometraggio (1912)
- Wanted a Wife in a Hurry - cortometraggio (1912)
- Robin Hood, regia di Étienne Arnaud e Herbert Blaché - cortometraggio (1912)
- The Passing Parade - cortometraggio (1912)
- Making Uncle Jealous (1912)
- Silent Jim - cortometraggio (1912)
- The Honor of the Firm (1912)
- The Vengeance of the Fakir, regia di Henry J. Vernot - cortometraggio (1912)
- A Tammany Boarder, regia di Étienne Arnaud (1913)
- An Accidental Servant (1913)
- The Spectre Bridegroom, regia di Étienne Arnaud (1913)
- The Love Chase, regia di O.A.C. Lund (1913)
- The Crimson Cross (1913)
- For Better or for Worse (1913)
- The Bawlerout, regia di Oscar Apfel (1913)
- The Big Boss, regia di Frederick Sullivan (1913)
- Miss Mischief, regia di Lloyd Lonergan (1913)
- His Sacrifice (1913)
- Frazzled Finance (1913)
- Flood Tide, regia di Eugene Moore (1913)
- The Farmer's Daughters, regia di Lloyd Lonergan (1913)
- Life's Pathway, regia di Thomas N. Heffron (1913)
- Lobster Salad and Milk, regia di Carl Gregory (1913)
- How Filmy Won His Sweetheart  (1913)
- Algy's Awful Auto, regia di Carl Gregory (1913)
- Friday the Thirteenth, regia di Carl Gregory (1913)
- Le vacanze di Arcibaldo (Looking for Trouble), regia di Carl Gregory (1913)
- A Campaign Manageress, regia di Carl Gregory (1913)
- Bread Upon the Waters, regia di Carl Gregory (1913)
- A Shot Gun Cupid, regia di Carl Gregory (1913)
- The House in the Tree (1913)
- Her Right to Happiness, regia di Carl Gregory (1913)
- Rick's Redemption (1913)
- The Little Church Around the Corner, regia di Carl Gregory (1913)
- His Imaginary Family, regia di Carl Gregory (1913)
- The Law of Humanity, regia di Carl Gregory (1913)
- Cupid's Lieutenant, regia di Carl Gregory (1913)
- Helen's Stratagem (1913)
- A Rural Free Delivery Romance, regia di Carl Gregory (1914)
- The Ten of Spades, regia di Carl Gregory (1914)
- A Circumstantial Nurse, regia di Carl Gregory (1914)
- When the Cat Came Back, regia di Carl Gregory (1914)
- The Vacant Chair, regia di Carl Gregory (1914)
- The Purse and the Girl, regia di Carl Gregory (1914)
- Where Paths Diverge, regia di Carl Gregory (1914)
- Percy's First Holiday, regia di Carl Gregory (1914)
- The Tangled Cat, regia di Carl Gregory (1914)
- All's Well That Ends Well, regia di Carl Gregory (1914)
- The Hold-Up, regia di Carl Gregory (1914)
- Her Way, regia di Carl Gregory (1914)
- Billy's Ruse (1914)
- The Grand Passion (1914)
- Her First Lesson, regia di Carl Gregory (1914)
- Too Much Turkey, regia di Carl Gregory (1914)
- Her Awakening, regia di Carl Gregory (1914)
- The Strike, regia di Carl Gregory e Henry Harrison Lewis (1914)
- Politeness Pays, regia di Carl Gregory (1914)
- In Her Sleep, regia di Carl Gregory (1914)
- A Circus Romance, regia di Carl Gregory (1914)
- A Telephone Strategy, regia di Carl Gregory (1914)
- His Enemy, regia di Carl Gregory (1914)
- The Toy Shop, regia di Carl Gregory (1914)
- The Little Señorita, regia di Carl Gregory (1914)
- Professor Snaith, regia di Carl Gregory (1914)
- The Decoy, regia di Carl Gregory (1914)
- The Girl of the Seasons, regia di Carl Gregory (1914)
- The Veteran's Sword, regia di Carl Gregory (1914)
- The Target of Destiny, regia di Carl Gregory (1914)
- Her Duty (1914)
- A Rural Romance, regia di Arthur Ellery (1914)
- The Belle of the School, regia di Arthur Ellery (1914)
- The Keeper of the Light, regia di Arthur Ellery (1914)
- The Varsity Race, regia di Carroll Fleming (1914)
- The Diamond of Disaster, regia di Carroll Fleming (1914)
- A Madonna of the Poor, regia di Carroll Fleming (1914)
- The Turning of the Road, regia di Carroll Fleming (1914)
- Keeping a Husband (1914)
- A Messenger of Gladness (1914)
- Mrs. Van Ruyter's Stratagem, regia di Carroll Fleming (1914)
- The Amateur Detective, regia di Carroll Fleming (1914)
- The Reader of Minds, regia di Carroll Fleming (1914)
- The White Rose, regia di Jack Harvey (1914)
- When Fate Rebelled, regia di Jack Harvey (1915)
- Check No. 130, regia di Jack Harvey (1915)
- The Speed King (1915)
- Pleasing Uncle (1915)
- An Innocent Burglar (1915)
- The Heart Breaker, regia di Lorimer Johnston (1915)
- Faces in the Night (1915)
- When It Strikes Home, regia di Perry N. Vekroff (1915)
- Celeste (1915)
- What's Ours?, regia di S. Rankin Drew (1915)
- Mortmain, regia di Theodore Marston (1915)
- Superstitious Sammy (1915)
- For the Honor of the Crew, regia di William P.S. Earle (1915)
- A Daughter of the Sea, regia di Charles M. Seay (1915)
- A Circus Romance, regia di Charles M. Seay (1916)
- Kennedy Square, regia di S. Rankin Drew (1916)
- The Birth of Character, regia di E. Mason Hopper (1916)
- Who Killed Simon Baird?, regia di James Durkin (1916)
- Sally in Our Alley, regia di Travers Vale (1916)
- The Men She Married, regia di Travers Vale (1916)
- A Square Deal, regia di Harley Knoles (1917)
- The Social Leper, regia di Harley Knoles (1917)
- Moral Courage, regia di Romaine Fielding (1917)
- Youth, regia di Romaine Fielding (1917)
- The Dormant Power, regia di Travers Vale (1917)
- The Good for Nothing, regia di Carlyle Blackwell (1917)
- The Volunteer, regia di Harley Knoles (1917)
- The Way Out, regia di George Kelson (1918)
- The Purple Lily, regia di Fred Kelsey (1918)
- Leap to Fame, regia di Carlyle Blackwell (1918)
- Journey's End, regia di Travers Vale (1918)
- Tinsel, regia di Oscar Apfel (1918)
- Merely Players, regia di Oscar Apfel (1918)
- The Road to France, regia di Dell Henderson (1918)
- Hitting the Trail, regia di Dell Henderson (1918)
- What Love Forgives, regia di Perry N. Vekroff (1919)
- The Bluffer, regia di Travers Vale (1919)
- The Moral Deadline, regia di Travers Vale (1919)
- The Hand Invisible, regia di Harry O. Hoyt (1919)
- The Sacred Flame, regia di Abraham S. Schomer (1920)
- Meet Betty's Husband, regia di Arvid E. Gillstrom (1920)
- Betty, the Vamp, regia di Arvid E. Gillstrom (1920)
- Betty's Green-Eyed Monster, regia di Arvid E. Gillstrom (1920)
- Betty Sets the Pace, regia di Arvid E. Gillstrom (1920)
- The Shadow, regia di Jack W. Brown e J. Charles Davis (1921)